# ŽNK Phoenix Zagreb
ŽNK Phoenix, ženski je nogometni klub iz Zagreba.

## Povijest
Ženski nogometni klub Phoenix osnovan je 1999. godine.